# محوطه خرابه میلاق
محوطه خرابه میلاق مربوط به دوران‌های تاریخی پس از اسلام است و در شهرستان بوئین‌زهرا، بخش آبگرم، روستای میلاق واقع شده و این اثر در تاریخ ۲۵ اسفند ۱۳۸۰ با شمارهٔ ثبت ۵۴۶۵ به‌عنوان یکی از آثار ملی ایران به ثبت رسیده است.